# Клостер (Нью-Джерсі)
Клостер (англ. Closter) — місто (англ. borough) в США, в окрузі Берген штату Нью-Джерсі. Населення — 8594 особи (2020).

## Географія
Клостер розташований за координатами 40°58′22″ пн. ш. 73°57′37″ зх. д. / 40.97278° пн. ш. 73.96028° зх. д. (40.972890, -73.960315).  За даними Бюро перепису населення США в 2010 році місто мало площу 8,54 км², з яких 8,20 км² — суходіл та 0,34 км² — водойми.

## Демографія
Згідно з переписом 2010 року, у селищі мешкали 8373 особи в 2747 домогосподарствах у складі 2328 родин. Було 2860 помешкань
Расовий склад населення:
| - 64,2 % — білих - 31,6 % — азіатів - 1,3 % — чорних або афроамериканців - 1,5 % — осіб інших рас |

До двох чи більше рас належало 1,3 %. Частка іспаномовних становила 6,0 % від усіх жителів.
За віковим діапазоном населення розподілялося таким чином: 26,7 % — особи молодші 18 років, 59,8 % — особи у віці 18—64 років, 13,5 % — особи у віці 65 років та старші. Медіана віку мешканця становила 43,2 року. На 100 осіб жіночої статі у селищі припадало 96,1 чоловіків;  на 100 жінок у віці від 18 років та старших — 91,4 чоловіків також старших 18 років.
Середній дохід на одне домашнє господарство  становив 156 859 доларів США (медіана — 124 023), а середній дохід на одну сім'ю — 169 203 долари (медіана — 131 042). Медіана доходів становила 100 102 долари для чоловіків та 61 199 доларів для жінок. За межею бідності перебувало 2,5 % осіб, у тому числі 1,9 % дітей у віці до 18 років та 8,1 % осіб у віці 65 років та старших.
Цивільне працевлаштоване населення становило 3848 осіб. Основні галузі зайнятості: освіта, охорона здоров'я та соціальна допомога — 24,1 %, науковці, спеціалісти, менеджери — 16,9 %, фінанси, страхування та нерухомість — 10,9 %, роздрібна торгівля — 9,0 %.